# 志太郡
志太郡（日语：／ Shida gun */?）為靜岡縣的郡。已於2009年1月1日因無管轄町村而廢除。
廢除時轄有以下1町：
- 岡部町